# Matee Ajavon
Matee Ajavon (nascida em 7 de maio de 1986) é uma jogadora norte-americana de basquete. Joga atualmente no Atlanta Dream, equipe da WNBA. Ela entrou na liga através do draft de 2008.